# Andrej Chadanowitsch

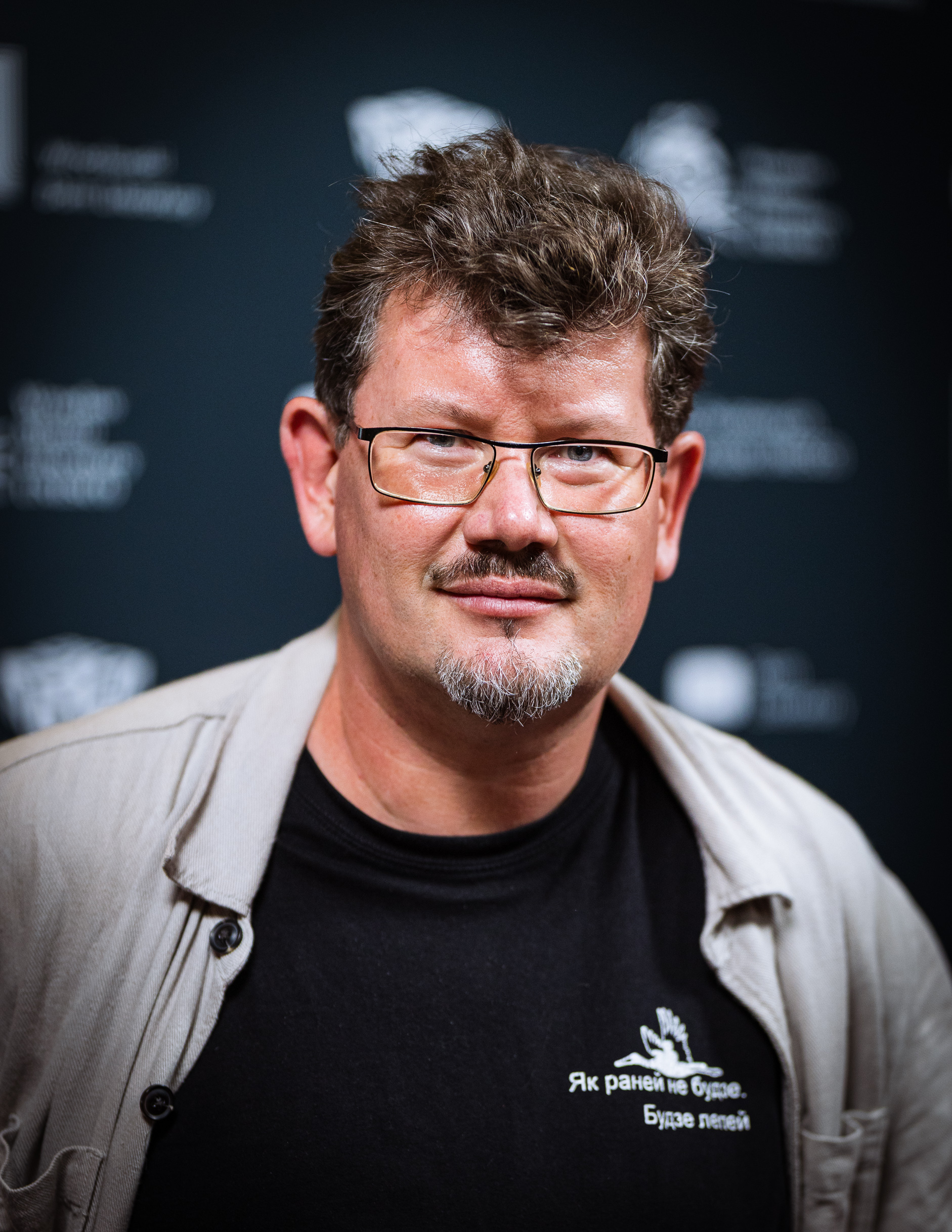
Andrej Chadanowitsch (2025)

Andrej Walerjewitsch Chadanowitsch (belarussisch Андрэй Валер’евіч Хадановіч; * 13. Februar 1973 in Minsk) ist ein belarussischer Lyriker und Übersetzer.

## Leben
Chadanowitsch absolvierte ein Philologiestudium an der Belarussischen Staatlichen Universität, wo er seit 1997 als Dozent für französische Literatur arbeitet. 2002 debütierte er mit der Gedichtsammlung Lysty s-pid kowdry (ukrainisch Листи з-під ковдри), die zuerst in ukrainischer Übersetzung und erst 2004 im belarussischen Original veröffentlicht wurde. Seit 2008 ist er Präsident des belarussischen PEN-Clubs. Er ist Jurymitglied des Wisława-Szymborska-Preises.
Aus dem Englischen übersetzte er Werke von W. H. Auden, Leonard Cohen, Emily Dickinson, John Donne, Edgar Allan Poe, Ezra Pound, Wallace Stevens, William Butler Yeats, aus dem Französischen Werke von Guillaume Apollinaire, Charles Baudelaire, Stéphane Mallarmé, Gérard de Nerval, Saint-John Perse, aus dem Polnischen Werke von Konstanty Ildefons Gałczyński, Zbigniew Herbert, Bolesław Leśmian, Czesław Miłosz, aus dem Russischen Werke von Gennadi Aigi und Olga Sedakowa sowie aus dem Ukrainischen von Jurij Andruchowytsch und Serhij Schadan.
Er beteiligte sich an Musikprojekten „Tuzin. Perasagruzka“ im Jahr 2009, „Budzma! Tuzin. Perasagruzka-2“ im Jahr 2011.

## Publikationen
- Листи з-під ковдри (Lysty s-pid kowdry), 2002
  - Лісты з-пад коўдры (Listy s-pad koudry), 2004
- Старыя вершы (Staryja werschy), 2003
- Землякі, альбо Беларускія лімерыкі (Semljaki, albo Belaruskija limeryki), 2005
- From Belarus with Love, 2005
- Сто лі100ў на tut.by (Sto li100u na tut.by), 2006
- Берлібры (Berlibry), 2008
- Несіметрычныя сны (Nessimetrytschnyja sny), 2010

## Übersetzungen
- Jurij Andruchowytsch: Уводзіны ў геаграфію (Uwodsiny u heahrafiju), 2006
- Konstanty Ildefons Gałczyński: Сёмае неба (Sjomaje neba), 2006
- Czesław Miłosz: Іншага канца свету не будзе (Inschaha kanza swetu ne budse), 2007
- Zbigniew Herbert: Рапарт з Гораду ў аблозе (Rapart s Horadu u ablose), 2007